# UFC on Fox: dos Santos vs. Miocic
UFC on Fox: dos Santos vs. Miocic (ou UFC Fight Night: dos Santos vs. Miocic) foi evento de artes marciais mistas promovido pelo Ultimate Fighting Championship, ocorrido em 13 de dezembro de 2014 no US Airways Center em Phoenix, Arizona, Estados Unidos.

## Background
O evento será o primeiro da organização em Phoenix, Arizona. Terá como evento principal a luta entre os pesados que figuram o topo da categoria Júnior dos Santos e Stipe Miocic.
Jussier Formiga era esperado para enfrentar John Moraga no evento, no entanto, uma lesão o tirou da luta e foi substituído pelo estreante no UFC Willie Gates.

## Bônus da noite
- Luta da Noite:  Júnior dos Santos vs.  Stipe Miocic
- Performance da Noite:  Matt Mitrione e  Ian Entwistle